# Anoectangium kashmiriense
Anoectangium kashmiriense är en bladmossart som beskrevs av Khwaja Muhammad Sultanul Aziz och Jitinder Nath Vohra 1983 [1985. Anoectangium kashmiriense ingår i släktet Anoectangium och familjen Pottiaceae. Inga underarter finns listade i Catalogue of Life.